# Obersee-Grundschule
Die Obersee-Grundschule ist eine Grundschule in der Roedernstraße 69–72 im Berliner Ortsteil Alt-Hohenschönhausen. Sie wurde 1912/1913 als Gemeindedoppelschule errichtet und erhielt nach mehreren Namensänderungen 1996 ihren gegenwärtigen Namen.

## Geschichte
Im Auftrag der Gemeindevertretung Hohenschönhausen entwarf der Architekt Carl James Bühring 1911 eine Gemeindeschule, die wegen der vorgeschriebenen Trennung zwischen Mädchen und Knaben als Doppelschule bezeichnet wurde. Im Jahr 1912 erfolgte der erste Spatenstich, im Adressbuch des gleichen Jahres wird der künftige Schulbereich als Baustelle ausgewiesen. 1913, noch nicht ganz fertig gestellt, weihten die Vertreter des Gemeindeamtes das Schulgebäude als 1. Gemeindeschule ein. 1921 wurde der Name in 9. Gemeindeschule Weißensee und 1927 in 9. Volksschule Weißensee geändert. Nach Ende des Zweiten Weltkriegs wurde eine notdürftige Instandsetzung des in den Endkämpfen beschädigten Gebäudes vorgenommen, so dass im Juli 1945 der Schulbetrieb mit gemischten Klassen wieder beginnen konnte.
Im Jahr 1947 trennte die Stadtbezirksverwaltung, der die Schule unterstand, den Unterricht wieder in eine Jungen- und Mädchenschule, die als 9. und 16. Volksschule betrieben wurden. Nachdem 1955 die Mädchenschule aufgelöst worden war, entstand aus beiden Volksschulen die 9. Grundschule Weißensee. In Anpassung an das Schulsystem der DDR wurde 1959 der Name in 9. Polytechnische Oberschule Weißensee geändert. Um 1969 erhielt sie den Namen Oberschule „Nikolai Bersarin“ verliehen. Gleichzeitig wurde zur räumlichen Erweiterung ein zweigeschossiger Gebäudeteil angebaut. Nach der Wende, 1991 erfolgte eine erneute Namensänderung in 4. Grundschule Berlin-Hohenschönhausen, 1996 bekam die Lehreinrichtung den Namen Obersee-Grundschule, den sie seither trägt.
1996/97 konnte zunächst die Turnhalle und 2007 das Dach saniert werden. Für eine Komplettsanierung und Modernisierung des Schulgebäudes in den Jahren 2008–2011 erfolgte der Unterricht in Ersatzräumen. Mit dem Schuljahr 2011 gab es eine feierliche Wiedereröffnung.

## Namensbezug und Lage
Der seit dem 20. Jahrhundert verwendete Begriff Roedernschule bezieht sich auf die Lage in der Roedernstraße. Deren Name leitet sich von dem Politiker Siegfried von Roedern ab, der sich im 19. Jahrhundert für das Wachstum der Gemeinde Hohenschönhausen engagierte. Der Namenszusatz „Nikolai Bersarin“ (zwischen 1969 und 1990) ehrte den ersten sowjetischen Stadtkommandanten. Der seit 1996 gültige Name Obersee-Grundschule nimmt Bezug auf den nahe gelegenen Obersee.
Der Haupteingang der Schule befindet sich auf der straßenabgewandten Seite. Dieses Schulhofgelände grenzt an die Friedhöfe in der Konrad-Wolf-Straße.

## Architektur
Der Gebäudeteil aus der Entstehungszeit ist ein verputzter Dreiflügelbau in drei Geschossen mit abgewalmten Satteldächern. Die Fassade ist im Neorenaissance-Stil nach norddeutscher Art mit Terrakotta geschmückt. Der fünfachsige Hauptbau ist im dritten Geschoss mit einem umlaufenden Klinkergesims abgesetzt. Auf beiden Seiten zieren Terrakotta-Pilaster mit figürlichen und floralen Motiven die Fassade. Erwähnenswert ist vor allem auch eine Dachfensterreihe mit ähnlichem Dekor und allegorischen Figuren auf der Attika.